# Nederlands kampioenschap schaken 2009
Het Nederlands kampioenschap schaken 2009 werd (samen met het Nederlands kampioenschap voor vrouwen) gespeeld van zaterdag 12 t/m zondag 20 september 2009 in Hotel Morssinkhof in Haaksbergen en gewonnen door Anish Giri met 6 uit 8 voor Friso Nijboer (5½ pt.) en Sipke Ernst en Dimitri Reinderman (beide 5 pt.). Na 3 ronden trok Sergej Tiviakov zich terug uit het toernooi waardoor de door hem gespeelde partijen niet meetelden. Het speeltempo was 40 zetten in 90 minuten en vervolgens 30 minuten extra bedenktijd plus een toevoeging van 30 seconden per zet vanaf de eerste zet.

## Eindstand
| plaats | naam                | rating | score |
| ------ | ------------------- | ------ | ----- |
| 1      | Anish Giri          | 2552   | 6     |
| 2      | Friso Nijboer       | 2540   | 5.5   |
| 3      | Sipke Ernst         | 2589   | 5     |
| 4      | Dimitri Reinderman  | 2572   | 5     |
| 5      | Frans Cuijpers      | 2480   | 4     |
| 6      | Robin Swinkels      | 2511   | 3.5   |
| 7      | Roi Miedema         | 2396   | 3.5   |
| 8      | Karel van der Weide | 2462   | 2     |
| 9      | Ali Bitalzadeh      | 2437   | 1.5   |

nk.schaakbond.nl